# Otroci
Otroci (Servisch cyrillisch Отроци) is een plaats in de Servische gemeente Vrnjačka Banja. De plaats telt 543 inwoners (2002).